# Micimackó (regény)
A Micimackó című meseregényt (eredeti címe: Winnie-the-Pooh) A. A. Milne írta az általa kitalált mackó, Micimackó és barátai (Róbert Gida, Malacka, Füles, Bagoly és Nyuszi) kalandjairól a Százholdas Pagony nevű erdőben. Két további szereplő, Kanga és Zsebibaba csak a könyv hetedik fejezetében mutatkoznak be, míg a Tigris nevű karakter csak a következő könyvben, a Micimackó kuckójában jelenik meg.
A regényt Karinthy Emília, Karinthy Frigyes testvére fordította le magyar nyelvre, és Karinthy Frigyes öntötte irodalmi formába. A Micimackó név az Emília név becézéséből ered (az eredeti név Winnie-The-Pooh).

## Története

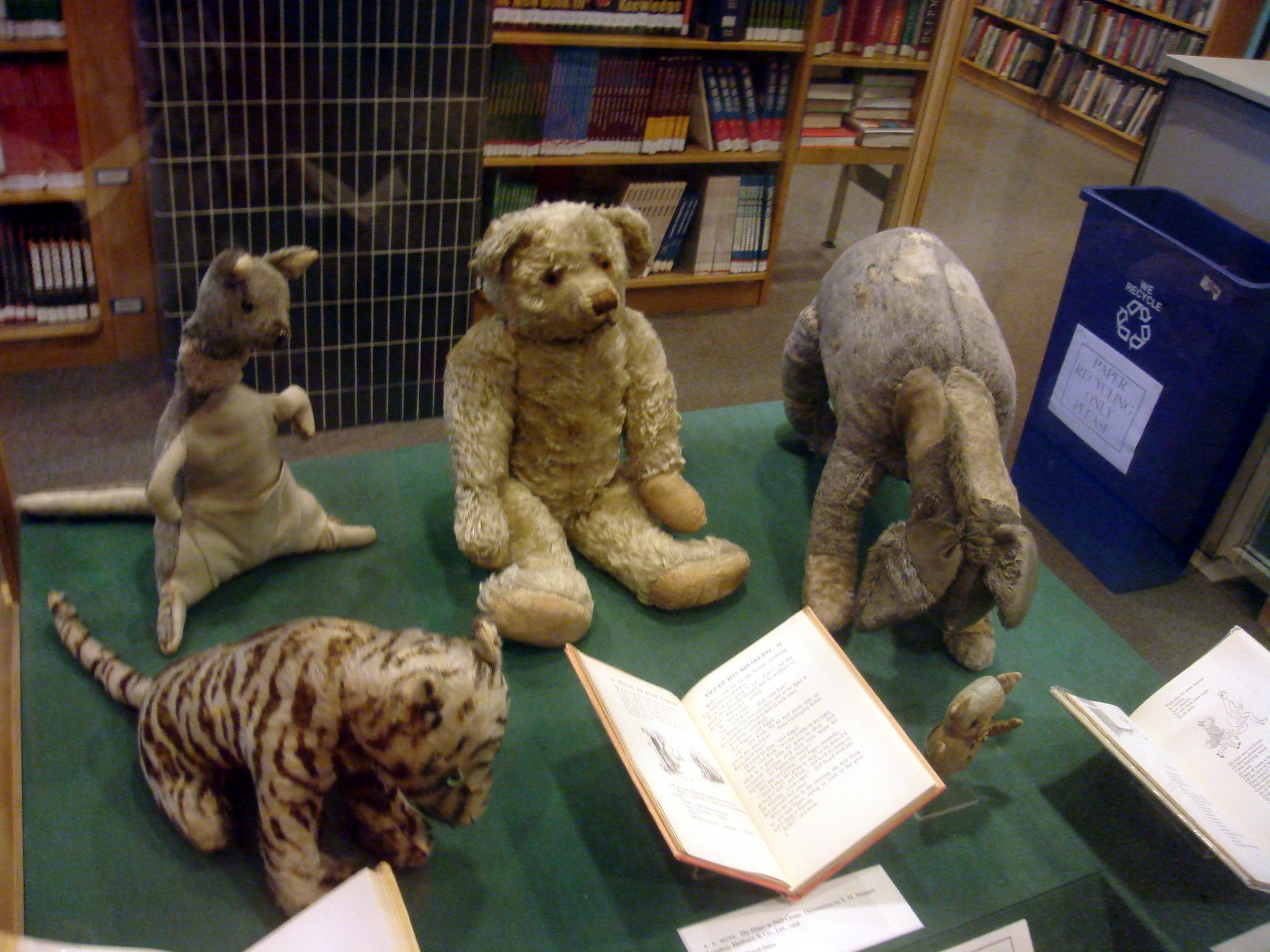
Az eredeti Micimackó és társai: Kanga, Füles, Malacka és Tigris

Milne fia, Christopher Robin (a magyar fordításban: „Róbert Gida”) 1920-ban született, apja ekkor már anyagilag független, szellemes és divatos londoni drámaíró volt. Milne 1923-ban Walesben kezdett el gyermekverseken dolgozni, amelynek eredménye az „Amikor még kicsik voltunk” (When We Were Very Young) című kötet lett.
A Micimackó könyv alapját a Milne által korábban megírt és kiadott, Milne és fia kalandjain alapuló rövid történetek adták. Christopher Robin 1921. augusztus 21-én kapott egy játékmackót apjától, amit Edward névre keresztelt. A kisfiú és a maci elválaszthatatlanok voltak. Öt éves korában Christopher Robin látogatást tett a londoni állatkertben, és ott annyira elbűvölte a Winnie névre keresztelt feketemedve, hogy saját mackóját is átkeresztelte. A regény többi figuráját is plüssállatok ihlették: Füles 1921-ben karácsonyi ajándék, Malacka egy szomszéd ajándéka volt, míg Kangát és Zsebibabát 1925-ben kapta Christopher Robin.
Milne rövid történeteket kezdett el írni fia és az ő játékállatai kalandjairól. Az első fejezetet ("Első fejezet, amelyben bemutatnak bennünket Micimackónak és a méheknek, mellékesen a könyv is elkezdődik") Milne a "The Wrong Sort of Bees" című rövid történetből adaptálta, amely a londoni The Evening News karácsonyi kiadásában jelent meg 1925-ben. A rövid történetek örökségét mutatja, hogy a könyv egyes fejezetei önálló történetet alkotnak, a cselekmény nem folytatódik egyik fejezetről a másikra, csak a főszereplők jelentik a folytonosságot. Milne a rövid történeteket a Punch Magazine, St. Nicholas Magazine, Vanity Fair és más kiadványokban jelentette meg, mielőtt könyv formában is kiadta volna. A magazinok a kor leghíresebb rajzolóit kérték fel a történetek illusztrálására: J. H. Dowd, Reginald Birch, E. H. Shepard, A. H. Watson.
Ahogy Róbert Gida, a Százholdas Pagony is valós ihletésű, Milnéék vidéki háza a Londonhoz közeli Ashdown Erdőben volt, ahol a kisfiú sokat barangolt.
A Micimackó első kiadása 1926. október 14-én Nagy-Britanniában a Methuen & Co. Ltd. (London) kiadó gondozásában, E. H. Shephard rajzaival jelent meg.
A Micimackó megjelenése után 1927-ben adták ki a "Hatévesek lettünk" (Now We Are Six) című verseskötetet, majd 1928-ban következett a folytatás, Micimackó kuckója (The House at Pooh Corner).

## Fordítások
Az első kiadás óta a Micimackót a világ számos nyelvére lefordították. A magyar fordítást Karinthy Frigyes testvére, Karinthy Emília készítette, aki több idegen nyelven beszélt anyanyelvi szinten. Karinthy Frigyes ezután formába öntötte és jelentősen át is dolgozta a szöveget, amelyre szükség volt, mert az eredeti angol szöveg csak az angol nyelvterületre és az angol kultúrára jellemző fordulatokkal van teli. A fordítás 1935-ben jelent meg Magyarországon. Karinthy Micimackó-fordítása éppoly jelentős helyet foglal el a magyar irodalomban, miként Arany János Hamlet, dán királyfi fordítása William Shakespeare-től. Az ezt követő évtizedekben számos alkalommal megjelentették újra a könyvet.
Latinra Lénárd Sándor (Alexander Lenardus) fordította le, Winnie ille Pu címmel, 1958-ban jelent meg a könyv. A latin változat 1960-ban első nem-angol nyelvű könyvként felkerült a New York Times újság bestseller-listájára, és máig ez az egyetlen latin nyelvű könyv, amelynek ez sikerült.
Az eszperantó fordítást 1972-ben készítette Ivy Kellerman Reed és Ralph A. Lewin, Winnie-La-Pu címmel.

## Feldolgozások
Milne halála után az első hivatalos (vagyis örökösei által is jóváhagyott) folytatást David Benedictus írta Visszatérés a Százholdas Pagonyba címmel. Milne hagyatékának gondozói közel tíz évig vitatkoztak, mire meg tudtak egyezni a könyv kiadásában. A könyv illusztrációit Mark Burgess készítette.
1930. január 6-án Stephen Slesinger megvásárolta a Micimackóhoz kapcsolódó megfilmesítési és kereskedelmi jogokat az Egyesült Államok és Kanada területére, összesen 1000 dollárért és jövedelme 66%-áért. 1931 novemberére ezekből a jogokból évi szinten 50 millió dollár bevétele volt.
Slesinger 30 évig végezte a Micimackó és a kapcsolódó karakterek marketingjét, ő készítette el az első Micimackó-babát, -dalt, -társasjátékot, -kirakót, -rádióműsort, -rajz- és -mozgófilmet is. 1961-ben a Walt Disney vállalat megvásárolta a jogokat Slesingertől, hogy a karaktereket felhasználhassa.
Az amerikai Benjamin Hoff író 1982-ben adta ki a „Micimackó és a Tao” (The Tao of Pooh) című könyvet, amelyben a keleti taoista filozófiát igyekszik bemutatni a nyugati olvasóknak Micimackó és a többi karakter segítségével.
Miután lejártak a szerzői jogok, szabadon használhatják Micimackó és barátai karaktereit, így horrorfilmet is alkottak "Micimackó: Vér és méz" címmel, amit 2023-ban mutattak be a mozikban.

## Magyarul
- Micimackó, (fordította: Karinthy Frigyes, illusztráció: Ernest H. Shepard), Athenaeum, Budapest, 1935
- Micimackó kuckója, (fordította: Karinthy Frigyes, illusztráció: Ernest H. Shepard) Athenaeum, Budapest, 1936
- Micimackó, A. A. Milne művéből színpadra alkalmazta Julien Slade (1970), Karinthy Frigyes szövegének felhasználásával írta: Bátki Mihály, zene: Harold Fraser-Simson, dalszöveg: Karinthy Ferenc, rendezte ifj. Kőmíves Sándor, Szigligeti Színház, Szolnok, 1982, (1999-ben Bencze Zsuzsa rendezésében is bemutatták)

## Fordítás
- Ez a szócikk részben vagy egészben  a   Winnie-the-Pooh (book) című angol Wikipédia-szócikk fordításán alapul.  Az eredeti cikk szerkesztőit annak laptörténete sorolja fel. Ez a jelzés csupán a megfogalmazás eredetét és a szerzői jogokat jelzi, nem szolgál a cikkben szereplő információk forrásmegjelöléseként.